# 1932 aux États-Unis
Pour des articles plus généraux, voir Chronologie des États-Unis et 1932.
Chronologie des États-Unis
- 1928
- 1929
- 1930
- 1931
- 1932
- 1933
- 1934
- 1935
- 1936

Cette page concerne des événements d'actualité qui se sont produits durant l'année 1932 du calendrier grégorien aux États-Unis.

## Gouvernement
- Président : Herbert Hoover
- Vice-président : Charles Curtis
- Secrétaire d'État : Henry L. Stimson
- Chambre des représentants - Président

## Événements
- 22 janvier : promulgation du Reconstruction Finance Corporation Act par le président Hoover, octroyant des fonds fédéraux supplémentaires pour soutenir l'économie et le système bancaire menacé par la crise.
- 2 février : création de la Reconstruction Finance Corporation, doté de 2 milliards de dollars destinés à renflouer les banques et à soutenir l’activité économique.
- 4 février : début des Jeux olympiques d'hiver à Lake Placid (État de New York).
- 1er mars : le bébé de Charles et Anne Lindberg est enlevé à leur domicile. Cet évènement soulève un émoi sans précédent - Le corps de l'enfant mort sera retrouvé le 12 mai dans un bois du New Jersey.
- 7 mars : Ford Hunger Massacre : importante manifestation de chômeurs dans la banlieue de Détroit, pour protester contre les licenciements abusifs de l'entreprise Ford et le faible soutien des pouvoirs publics (il n’existe pas, à cette époque, d’assurance chômage aux États-Unis). La police et la garde nationale répriment la manifestation[1].
- 25 mars : sortie du premier film de Tarzan, avec le champion olympique Johnny Weissmuller dans le rôle principal.
- Printemps : « Farm Holiday Program » dans le Midwest. Les paysans refusent, pour enrayer la chute des prix, d’envoyer leurs produits sur les marchés, établissent des barrages sur les routes et terrorisent ceux qui sont chargés de les expulser.
- 6 avril : limitation d'armement par le président Herbert Hoover
- 4 mai : le gangster Al Capone est incarcéré au pénitencier d'Atlanta après avoir été reconnu coupable d'évasion fiscale.
- 12 mai : le fils de Charles Lindbergh est retrouvé mort dans un bois du New Jersey
- 20 mai : Amelia Earhart est la première femme à accomplir un vol transatlantique en solitaire.
- 6 juin : Revenue Act. La crise qui se poursuit oblige le Congrès à alourdir la pression fiscale pour maintenir l’équilibre budgétaire.
  - Création d'une taxe sur les carburants aux États-Unis
  - Surtaxe de l'impôt fédéral sur le revenu.
  - Surtaxe de 13,75 % sur le bénéfice des sociétés. Les taxes sur les entreprises sont majorées de 15 %.
  - Doublement des droits de succession.
- Juin :
  - Marche des « Vétérans » de la Bonus Army sur Washington, qui réclament les indemnités (bonus) qui leur sont dues.
  - Refus de Hoover d’annuler les « dettes de guerre ». Mais les débiteurs des États-Unis, à l’exception de la Finlande, qui ont renoncé aux réparations dues par l’Allemagne à Lausanne en juin sous pression américaine, refusent d'honorer leurs remboursements.
- 22 juin : Federal Kidnapping Act. L'enlèvement devient un crime fédéral, autorisant le FBI à intervenir directement, en soutien des autorités locales;
- Juillet : Herbert Hoover refuse les projets démocrates d’assistance aux victimes de la crise. Le Federal Home Loan Bank Act fournit 125 millions de dollars pour prévenir les saisies.
- 28 juillet : violents affrontements entre les « Vétérans » de la Bonus Army et la police à Washington. 2 vétérans sont tués. Le président Hoover décide de faire appel à l'armée pour expulser les membres de la Bonus Army de la capitale.
- 30 juillet : début des Jeux olympiques d'été de 1932 à Los Angeles.
- 11 août : discours d'acceptation de la nomination républicaine du président Hoover, où il souligne que le rôle du gouvernement n'est pas d'assumer tous les pouvoirs.
- 28 août : fabrication des premières barres de chocolat Mars.
- 25 septembre : Hoover augmente de nouveau les impôts devant aggravation du déficit budgétaire (1,9 milliard de dollars). C’est un échec, la crise grevant fortement les recettes fiscales du budget fédéral (2,7 milliards de dollars). 4,7 milliards de dollars de dépenses.
- 8 novembre : le démocrate Franklin Roosevelt est élu président des États-Unis avec 57,4 % des voix (23 millions de voix) contre le républicain Hoover (16 millions de voix) sur le programme du New Deal.
- Chute des prix de gros de 32 % depuis 1929. L’industrie travaille à 54 % de son niveau de 1929, les industries automobiles au 1/5°. Le Revenu national s’est effondré à 42 milliards et plus de 100 000 faillites ont disloqué l’économie comme la société. Treize millions de chômeurs.
- Création de la fabrique de briquets Zippo.

## Décès en 1932
- x